# ريتشارد كرينا

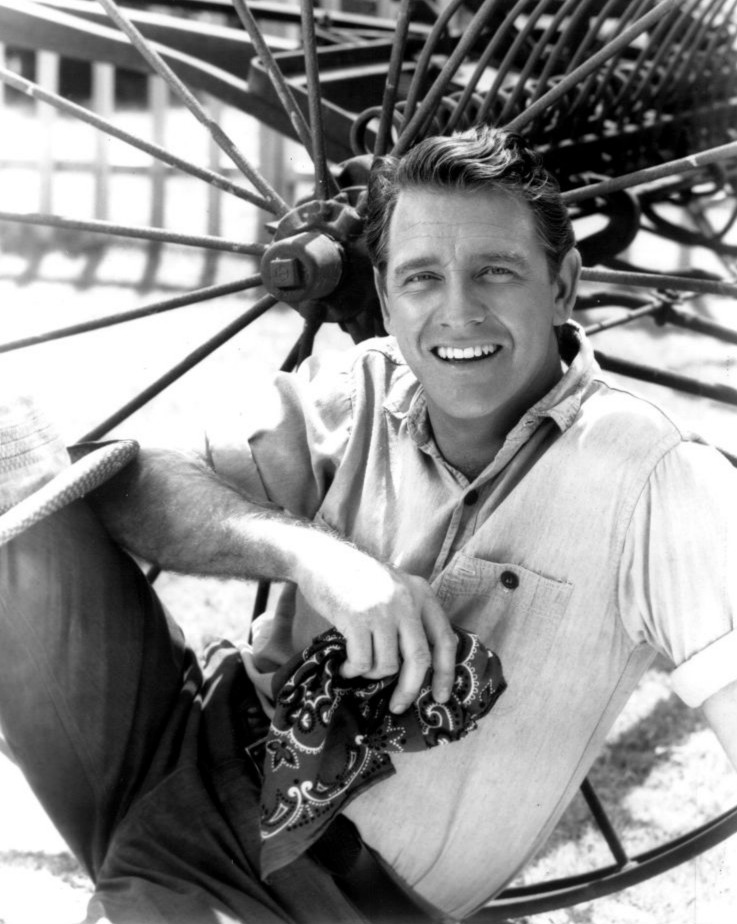

ريتشارد كرينا (بالإنجليزية:Richard Donald Crenna)، من مواليد 30 نوفمبر 1926م، وتوفي بتاريخ 17 يناير 2003، وهو ممثل سينمائي أمريكي، وشارك في عدة أفلام ومن بينها : رامبو الدم الأول، ورامبو 2 : الدم الأول، ورامبو 3، إلا أنه توفي سنة 2003 وشارك بالبديل الممثل الكبير كيرك دوغلاس في فيلمه الرابع رامبو.

## أعماله
شارك الممثل ريشتارد كرينا جميع الأفلام السينمائية منذ بدايته عام 1950 حتى وفاته عام 2003
| - Let's Dance (1950 ‏) - Red Skies of Montana (1952 ‏) - The Pride of St. Louis (1952) - It Grows on Trees (1952) - Our Miss Brooks (1956 ‏) - Over-Exposed (1956) - Ann-Margret: Made in Paris (1965 ‏) (short subject) - John Goldfarb, Please Come Home (1965) - Made in Paris (1966 ‏) - حصى الرمال (فيلم) (1966) - انتظر حتى الظلام (1967 ‏) - Star! (1968 ‏) - Midas Run (1969 ‏) - Marooned (1969) - Doctors' Wives (1971 ‏) - The Deserter ‏ (1971) | - Red Sky at Morning ‏ (1971) - Catlow (1971) - شرطي Fr. aka "Dirty Money" (1972) - The Man Called Noon (1973 ‏) - Jonathan Livingston Seagull (1973) - ' 'Double Indemnity (1974) Remake from 1944 - A Girl Named Sooner (1975) - Breakheart Pass ‏ (1975 ‏) - The Evil (1978 ‏) - Devil Dog: The Hound of Hell (1978) - Centennial (1978) - Wild Horse Hank (1979 ‏) - Stone Cold Dead (1979) - Death Ship ‏ (1980 ‏) - حرارة الجسد (1981 ‏) - الدم الأول (1982 ‏) - Table for Five (1983 ‏) - The Flamingo Kid (1984 ‏) - Terror in the Aisles (1984) (documentary) (archival footage) - The Rape of Richard Beck (1985 ‏) | - رامبو: الدم الأول 2 (1985) - Summer Rental (1985) - On Wings of Eagles (1986) - رامبو 3 (1988 ‏) - ليفياثان (فيلم 2012) (1989 ‏) - Hot Shots! Part Deux (1993 ‏) - A Pyromaniac's Love Story (1995 ‏) - اليهاد ‏ (1995) - سابرينا (1995) - 20,000 Leagues Under the Sea ‏ (1997 ‏) - Wrongfully Accused (1998 ‏) - القاضية إيمي (مسلسل) (1999) - By Dawn's Early Light (2000) - Darkness at High Noon: The Carl Foreman Documents (2002 ‏) (documentary) (narrator) |

## روابط ذات صلة
- Archive of American Television Video Interview with Richard Crenna

## روابط خارجية
- ريتشارد كرينا على موقع IMDb (الإنجليزية)
- ريتشارد كرينا على موقع روتن توميتوز (الإنجليزية)
- ريتشارد كرينا على موقع ألو سيني (الفرنسية)
- ريتشارد كرينا على موقع تيرنر كلاسيك موفيز (الإنجليزية)
- ريتشارد كرينا على موقع أول موفي (الإنجليزية)
- ريتشارد كرينا على موقع قاعدة بيانات الأفلام السويدية (السويدية)
- ريتشارد كرينا على موقع إن إن دي بي (الإنجليزية)
- ريتشارد كرينا على موقع قاعدة بيانات الفيلم (الإنجليزية)
- ريتشارد كرينا على موقع كينوبويسك (الروسية)